# Duílio Pedrosa
Duílio Pedrosa, o Dindo (Ponta Grossa, 1 de junho de 1931 — Ponta Grossa, 20 de junho de 2009), foi um futebolista brasileiro que atuava como atacante e ponta-direita. Também foi presidente do Operário Ferroviário Esporte Clube e juiz de futebol.

## Carreira
Gabriel Pedrosa, nasceu em 17 de agosto de 1900 e foi um dos astros dos passado defendendo as tradicionais cores alvi-negras de Vila Oficinas. De físico bem dotado impunha respeito na retaguarda operariana. Era um dedicado defensor do Operário Ferroviário, tanto dentro como fora das quatro linhas; Seus filhos: Duílio, Nelson e Adilar criaram-se amando o time dos ferroviários. Cresceram e puderam seguir os passos do velho pai, craque da falange alvi-negra da sua época. Infelizmente o Nelson faleceu prematuramente, entretanto, ainda deu um pouco de si em prol do time de Vila Oficinas, Adilar, o mais moço, profissionalizou-se pelo Operário Ferroviário, entretanto, atuou por pouco tempo, resolvendo abandonar cedo o esporte bretão.
Dindo, como era conhecido Duílio Pedrosa, era o apelido que lhe deu sua tia madrinha Georgina. Desde garoto teve pendores pelo futebol, mesmo porque morava dentro do Estádio Germano Krüger, onde frequentemente assistia a todos os treinos do time alvi-negro. Com 13 anos Dindo ingressou no time do Arsenal, clube mirim ligado ao Operário Ferroviário e que era treinado pelo Dr. Antônio (Nico) Ramalho, um dos grandes valores do futebol do passado. Quando completou 16 anos, idade limite para jogar como amador, Dindo que há algum tempo já vinha treinando entre os amadores, conseguiu finalmente disputar pelos aspirantes do Operário Ferroviário, ganhando o estrelato no ano imediato.

## Presidente
No dia 27 de junho de 1967, o Operário Ferroviário esteve prestes a licenciar-se do Campeonato da Primeira divisão por motivos de ordem financeira, nascida da decisão em uma reunião realizada no dia 24 daquele mesmo mês em que estiveram reunidos, o presidente Omarí V. Mongruel, Lourival Paes, Alfredo Thomé, Duílio Pedrosa e Orlando de George. Na oportunidade, Mongruel fez ampla explanação sobre o assunto, chegando à conclusão que o clube não tinha a menos possibilidade de prosseguir, e para isso o melhor seria solicitar licenciamento do certame paranaense da 1° divisão. Tão logo a notícia correu, foi efetuado um movimento reacionário entre os proceres alvi-negros ficando definitivamente afastada a possibilidade do clube de Vila Oficinas deixar a Primeira Divisão.
Devido a repercussão do caso, em 27 de Agosto de 1967, Omarí Mongruel e Alfredo Thomé, respectivamente, presidente e Vice-presidente do Operário Ferroviário pediram demissão de seus cargos. Em seus lugares foram empossados: Orlando de George e Duílio pedrosa, na ordem: presidente e Vice.
No dia 25 de março de 1968 foi afastado pelo Conselho deliberativo, o Presidente do Operário Ferroviário, sr. Orlando de George, assumindo o seu posto, Duílio Pedrosa.
No dia 3 de fevereiro de 1969, Duílio Pedrosa, presidente do Operário Ferroviário pediu demissão em caráter irrevogável.

## Frases
- "No meu tempo, o treinador colocava um balde na pequena área e nós tínhamos que, do escanteio, acertar dentro daquele balde... e nós acertávamos."

## Títulos
Operário Ferroviário
- Campeão Pontagrossense (invicto): 1949
- Campeão do Torneio inicio do Campeonato Pontagrossense: 1952
- Campeão Pontagrossense (invicto): 1952